# Courlevon
Courlevon (toponimo francese) è una frazione di 293 abitanti del comune svizzero di Morat, nel Canton Friburgo (distretto di Lac).

## Storia

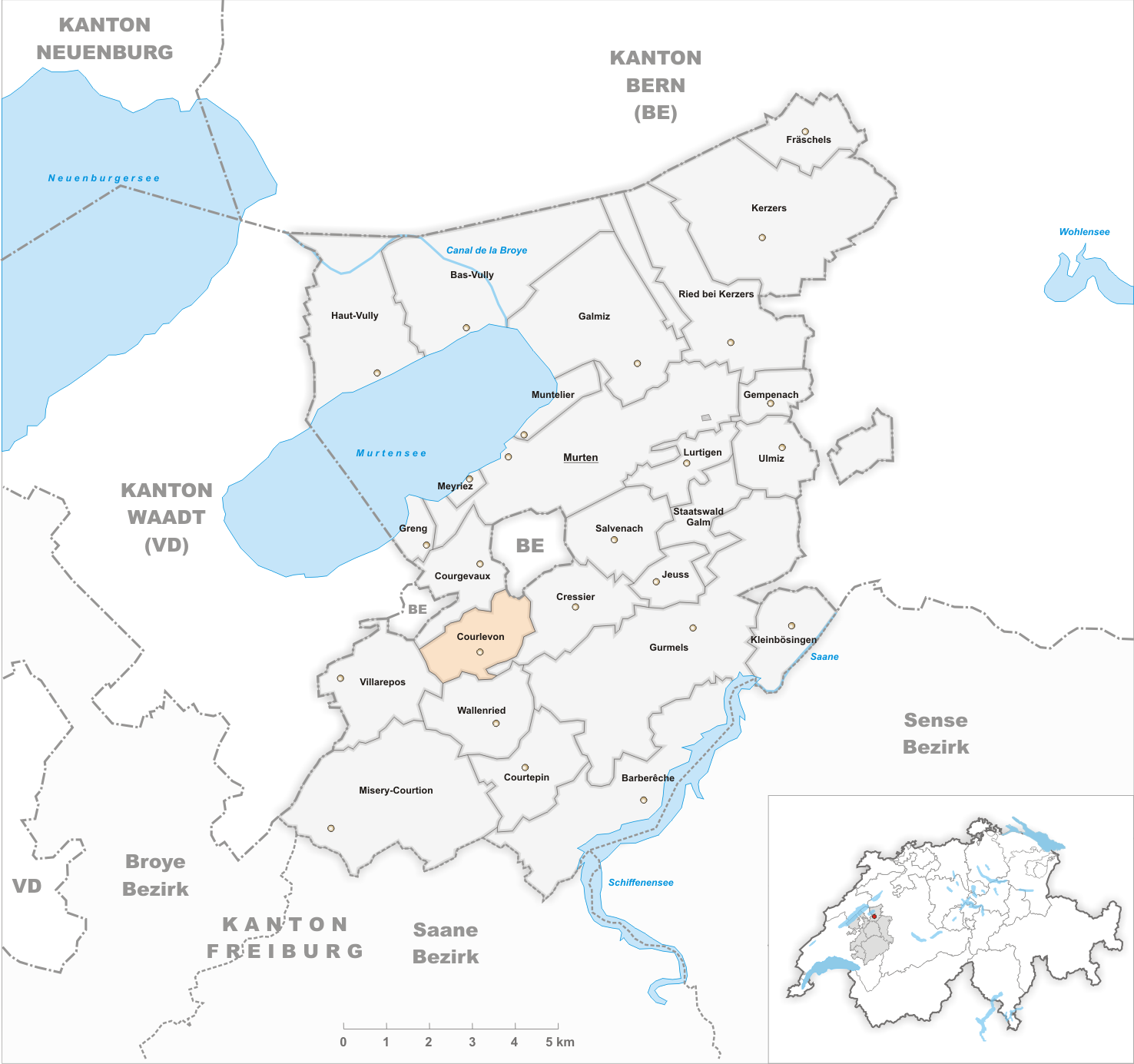
Il territorio del comune di Courlevon prima degli accorpamenti comunali del 2016

Già comune autonomo che il 1° gennaio 1974 aveva inglobato il comune soppresso di Coussiberlé e che si estendeva per 3,27 km², il 1° gennaio  2016 è stato accorpato a Morat assieme agli altri comuni soppressi di Jeuss, Lurtigen e Salvenach.

## Società

### Evoluzione demografica
L'evoluzione demografica è riportata nella seguente tabella:
Abitanti censiti

## Amministrazione
Ogni famiglia originaria del luogo fa parte del comune patriziale che ha la responsabilità della manutenzione di ogni bene comune.